# Duchouquet Township
Duchouquet Township ist eines von 14 Townships des Auglaize Countys im US-Bundesstaat Ohio. Nach der Volkszählung im Jahr 2020 waren hier 14.676 Einwohner registriert.

## Geografie
Duchouquet Township liegt in der nördlichen Mitte des Auglaize Countys im Nordwesten von Ohio und grenzt im Uhrzeigersinn an die Townships: Shawnee Township im Allen County, Perry Township (Allen County), Union Township, Clay Township, Pusheta Township, Washington Township und Logan Township.

## Geschichte
Duchouquet Township wurde am 4. März 1833 gebildet. Benannt wurde es nach Francis Duchoquet, einem französischen Trapper, der hier mit den hier ansässigen Shawnee lebte. Die Shawnee kamen nach 1780 in diese Gegend, nachdem die Miami vertrieben worden waren.

## Verwaltung
Das Township wird durch ein Board of Trustees, bestehend aus drei gewählten Mitgliedern, verwaltet. Zwei Personen werden jeweils im Jahr nach der Präsidentschaftswahl gewählt und eine jeweils im Jahr davor. Die Amtszeit dauert in der Regel vier Jahre und beginnt jeweils am 1. Januar. Daneben gibt es noch einen Township Clerk (Schriftführer), der ebenfalls im Jahr vor der Präsidentschaftswahl auf eine vierjährige Amtszeit gewählt wird. Dessen Amtszeit beginnt jeweils am 1. April.